# 淤泥河村
33°57′04″N 110°58′10″E / 33.95121°N 110.96940°E
淤泥河村，中华人民共和国河南省三门峡市卢氏县横涧乡境内的一个村落，位于卢氏县城西南18公里处，与国道209相邻，全村总面积达6.8平方公里。淤泥河村以植桑养蚕闻名，享有“豫西养蚕第一村”的美誉，为河南省优质桑葚生产基地和河南省植桑养蚕农业产业标准化示范区。2016年6月4日，国际旅游小姐中国赛区总决赛在淤泥河村举办。

## 命名
因为洛河支流淤泥河贯穿全村，所以得名淤泥河村。

## 支柱产业
早年曾经是全县最落后的村，当地群众无法实现温饱。1992年，村支书田宝琏自费到外地考察学习，发现淤泥河村海拔高、土壤肥沃，很适合种桑树，便带领群众植桑养蚕。之后，养蚕逐步成为淤泥河村的支柱产业，全村从事养蚕产业的群众达到了80%以上。2017年5月21日，淤泥河村举办第二届“桑葚采摘暨蚕桑文化节”，河南省科技厅、农业厅、桑蚕协会等单位的领导和专家、卢氏县的相关领导及游客数百人参加了开幕式。

## 事件
2017年7月初，中共中央政治局常委、中央书记处书记刘云山到三门峡市新坪村、民湾村、当家村、淤泥河村，了解当地群众生产生活和基层党建情况。